# Borderline (песня Мадонны)
«Borderline» — песня, записанная американской певицей Мадонна, и выпущенная как 5-й сингл из её дебютного студийного альбома Madonna, вышедшего в 1983 году. Borderline получил номинации на MTV Video Music Awards и Billboard Music Awards 1984 года и стал первым синглом певицы достигшим Лучшей десятки в Billboard Hot 100 (16 января 1984).

## История
Сингл получил золотой статус Американской ассоциации звукозаписывающих компаний и British Phonographic Industry.
Видеоклип «Borderline» получил номинацию MTV Video Music Awards 1984 года вкатегории Лучшее видео дебютанта.
На церемонии Billboard Music Awards 1984 года песня «Borderline» получила 2 номинации в категориях «Best New Artist» и «Best Choreography in a Music Video», но не выиграл ни одну из них. В сентябре 2014 журнал Rolling Stone поместил песню на второе место в своём списке «100 Best Singles of 1984».

## Номинации и награды
| 1984                                      |           |
| «The Glamorous Life»                      |           |
| MTV Video Music Award for Best New Artist | Номинация |

## Чарты
| Чарт (1984-86)                     | Высшая позиция |
| ---------------------------------- | -------------- |
| Австралия (Kent Music Report)      | 12             |
| Бельгия/Фландрия (Ultratop 50)     | 3              |
| Бельгия (VRT Top 30)               | 4              |
| Нидерланды (Single Top 100)        | 3              |
| Новая Зеландия (Recorded Music NZ) | 47             |
| Швейцария (Schweizer Hitparade)    | 23             |
| Великобритания                     | 2              |
| США (Billboard Hot 100)            | 10             |
| США (Billboard Adult Contemporary) | 23             |
| США (Billboard Dance Club Songs)   | 2              |

| Страна | Чарт                 | Позиция |
| ------ | -------------------- | ------- |
| США    | US Billboard Hot 100 | 35      |

## Сертификации
| Регион | Сертификация | Продажи  |
| --- | ------------ | -------- |
| Великобритания (BPI) | Золотой      | 310 000  |
| США (RIAA) | Золотой      | 500 000^ |
| * Данные о продажах приведены только на основе сертификации. ^ Данные о тиражах приведены только на основе сертификации. |              |          |